# Giả thuyết hội tụ
Giả thuyết hội tụ là một giả thuyết của các nhà kinh tế học về tốc độ tăng trưởng cho rằng có một trạng thái cân bằng động duy nhất và cho dù nền kinh tế bắt đầu với mức tư bản trên đầu người bao nhiêu thì cũng sẽ hội tụ về điểm cân bằng động duy nhất đó. Các nước nghèo có mức tư bản trên đầu người thấp sẽ tăng trưởng nhanh hơn cho đến khi đạt được tỷ lệ tăng sản lượng và tư bản ở trạng thái cân bằng động. Các nước giàu được thừa hưởng mức tư bản trên đầu người cao sẽ tăng trưởng thấp hơn cho tới khi mức tư bản trên đầu người giảm đến trạng thái cân bằng động.
Tuy nhiên không phải nước nghèo nào cũng có thể đạt mức tăng trưởng cao, nếu thu nhập quá thấp, người dân sẽ phải tiêu dùng hết những gì mình làm ra và do vậy không có tiết kiệm để đầu tư nhằm duy trì mức tư bản trên mỗi lao động khi dân số tăng và rơi vào một cái bẫy nghèo đói.

## Một số lý giải cho giả thuyết hội tụ
- Khi mức tư bản trên đầu người thấp thì không cần đầu tư theo chiều rộng nhằm trang bị máy móc, thiết bị cho những nhân công mới mà có thể đầu tư theo chiều sâu nghĩa là tăng lượng tư bản cho mỗi công nhân. Khi mức tư bản trên đầu người đã cao thì vấn đề đầu tư theo chiều rộng hay chiều sâu đều cần phải tiết kiệm và đầu tư rất nhiều. Chính vì thế các nước nghèo có thể tăng lượng tư bản trên đầu người để đạt được mức tăng trưởng cao với tiết kiệm và đầu tư ít do chưa phải đầu tư theo chiều rộng.
- Tăng trưởng kinh tế có vai trò rất quan trọng của tiến bộ công nghệ, chỉ có các nước giàu mới có thể đầu tư nguồn lực để nghiên cứu tạo ra những tiến bộ công nghệ. Các nước nghèo không phải đầu tư để tạo ra tiến bộ công nghệ do vậy có thể dùng nguồn lực khan hiếm của mình đầu tư theo chiều sâu làm tăng số lượng tư bản trên mỗi lao động để có mức tăng trưởng kinh tế cao hơn các nước giàu. Các nhà kinh tế học gọi hiện tượng này là hiệu ứng đuổi kịp.